# Liste der Biografien/Bartu
Liste der Biografien |
Portal Biografien |
Personensuche
# |
A |
B |
C |
D |
E |
F |
G |
H |
I |
J |
K |
L |
M |
N |
O |
P |
Q |
R |
S |
T |
U |
V |
W |
X |
Y |
Z |
?
 
Ba |
Be |
Bd |
Bg |
Bh |
Bi |
Bj |
Bl |
Bm |
Bn |
Bo |
Br |
Bs |
Bu |
Bw |
By |
Bz
 
Baa |
Bab |
Bac |
Bad |
Bae |
Baf |
Bag |
Bah |
Bai |
Baj |
Bak |
Bal |
Bam |
Ban |
Bao |
Bap |
Baq |
Bar |
Bas |
Bat |
Bau |
Bav |
Baw |
Bax–Baz
 
Bara |
Barb |
Barc |
Bard |
Bare |
Barf |
Barg |
Barh |
Bari |
Barj |
Bark |
Barl |
Barm |
Barn |
Baro |
Barp |
Barq |
Barr |
Bars |
Bart |
Baru |
Barv |
Barw |
Bary |
Barz
 
Barta |
Bartb |
Bartc |
Bartd |
Barte |
Bartf |
Barth |
Barti |
Bartk |
Bartl |
Bartm |
Bartn |
Barto |
Bartr |
Barts |
Bartt |
Bartu |
Barty |
Bartz
Die Liste der Biografien führt alle Personen auf, die in der deutschsprachigen Wikipedia einen Artikel haben. Dieses ist eine Teilliste mit 34 Einträgen von Personen, deren Namen mit den Buchstaben „Bartu“ beginnt.

## Bartu
- Bartu, Can (1936–2019), türkischer Fußball- und BasketballspielerCan Bartu (1936–2019)

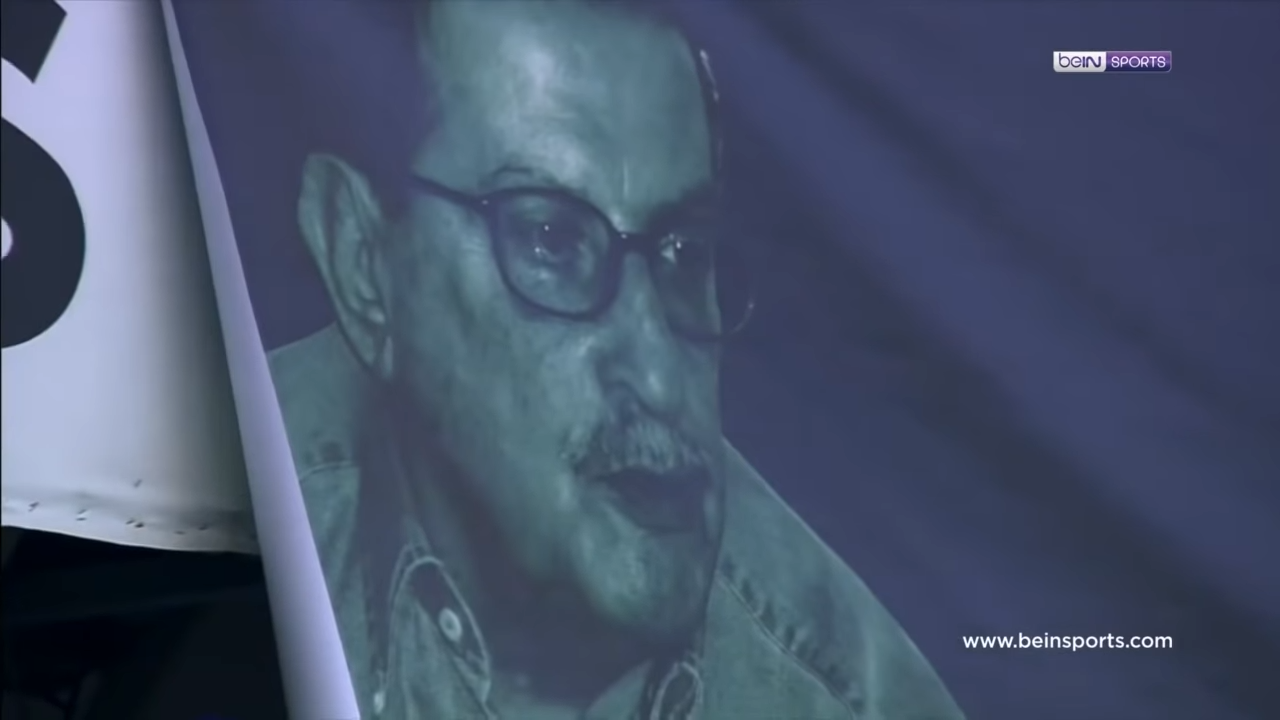
Can Bartu (1936–2019)

- Bartu, Friedemann (* 1950), Schweizer Journalist und Autor
- Bártů, Jan (* 1955), tschechoslowakischer Pentathlet

### Bartua
- Bartuah, Joseph, liberianischer Journalist

### Bartuc
- Bartucz, László (* 1991), ungarischer Handballspieler

### Bartul
- Bartulis, Eugenijus (* 1949), litauischer römisch-katholischer Geistlicher, emeritierter Bischof von Šiauliai
- Bārtulis, Oskars (* 1987), lettischer Eishockeyspieler
- Bartulović, Dalibor (* 1980), kroatischer Hip-Hop-Künstler

### Bartun
- Bartunek, Karl (1906–1984), deutscher Verwaltungsbeamter und Politiker (GB/BHE), MdL
- Bartůňková, Nikola (* 2006), tschechische Tennisspielerin

### Bartus
- Bartuš, Alan (* 2001), slowakischer Jazz- und Fusionmusiker (Piano, Komposition)
- Bartuś, Barbara (* 1967), polnische Politikerin, Mitglied des Sejm
- Bartus, Jutta (1926–2007), deutsche Hörspiel- und Fernsehautorin, Lyrikerin und Erzählerin
- Bartuš, Štefan (* 1978), slowakischer Jazzmusiker (Kontrabass, Komposition)
- Bartus, Theodor (1858–1941), deutscher Seemann und Völkerkundler
- Bartusch, Günter (1943–1971), deutscher Motorradrennfahrer
- Bartusch, Willy (1912–1996), deutscher Politiker (DBD)
- Bartuschat, Johannes (* 1966), deutscher Romanist
- Bartuschat, Wolfgang (1938–2022), deutscher Philosoph
- Bartuschek, Helmut (1905–1984), deutscher Lyriker und Übersetzer französischer Literatur
- Bartuschek, Mira (* 1978), deutsche SchauspielerinMira Bartuschek (* 1978)

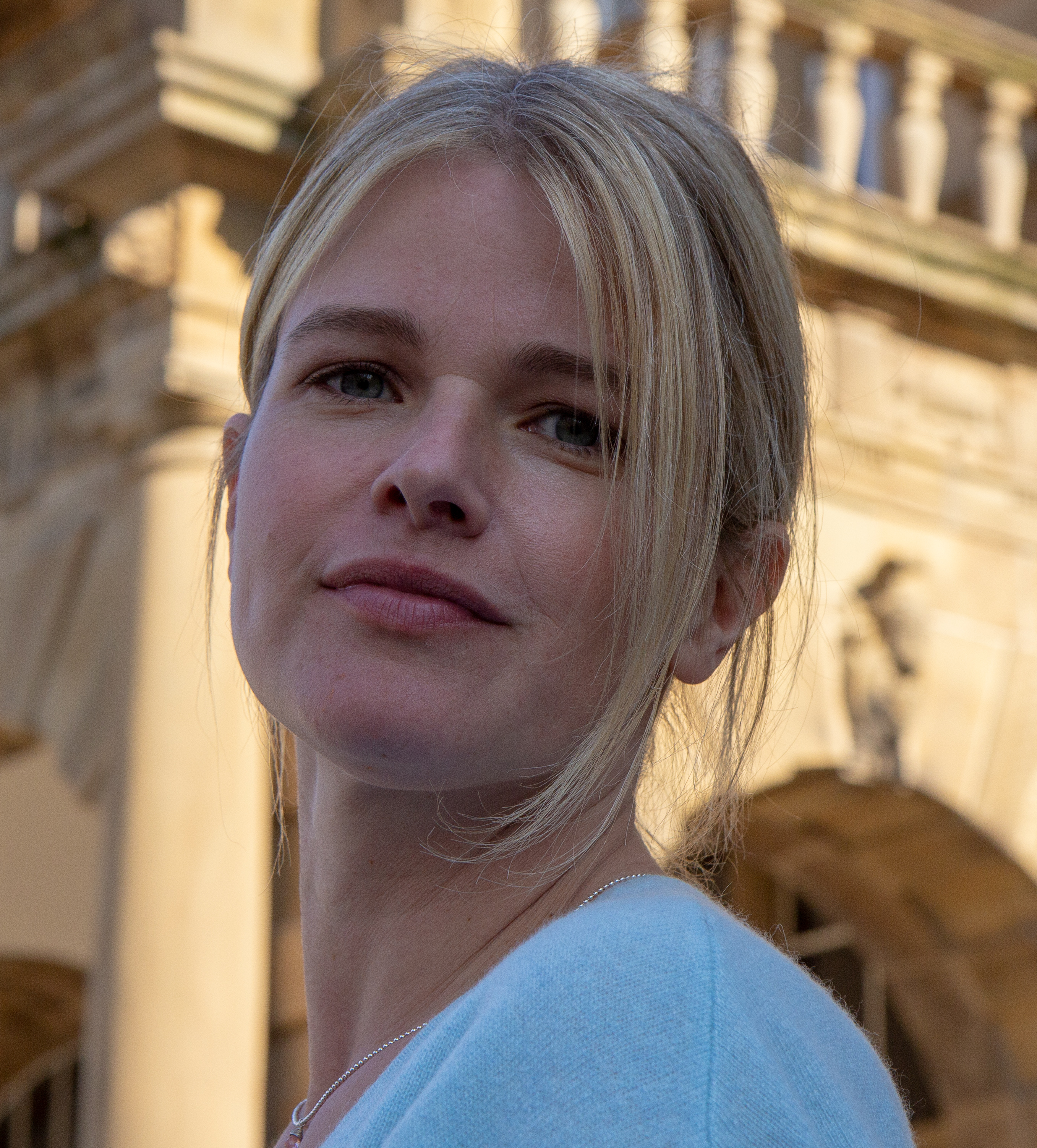
Mira Bartuschek (* 1978)

- Bartuschka, Marc (* 1979), deutscher Historiker
- Bartusek, Béla, ungarischer Radrennfahrer
- Bartusiak, Saskia (* 1982), deutsche Fußballspielerin und -trainerin
- Bartušis, Povilas (* 1993), litauischer Badmintonspieler
- Bartuška, Jan (1908–1970), tschechischer Jurist und kommunistischer Funktionär und Politiker
- Bartuška, Vincas (1901–1988), litauischer Fußballspieler
- Bartuška, Vincas (1917–2010), litauischer Kirchenrechtler, Professor und Priester
- Bartussek, Dieter (* 1940), österreichischer Psychologe und Hochschullehrer
- Bartussek, Ingo (* 1957), deutscher Tierfotograf
- Bartussek, Walter Samuel (* 1950), österreichischer Pantomime
- Bartusz, Maria (* 1987), polnische Badmintonspielerin
- Bartuszová, Mária (1936–1996), slowakische Bildhauerin

### Bartuz
- Bartuzat, Carl (1882–1959), deutscher Flötist